# 貌波
貌波（1948年10月29日—）是天主教緬甸籍司鐸級樞機、現任亚洲主教团协会主席、仰光總教區總主教及慈幼會會士。

## 生平
貌波於1948年10月29日在緬甸中部曼德勒省Shwebo District出生。貌波的父親是一位農民，父親去世時他只是2歲。此後，他被送到曼德勒省的慈幼會寄宿學校學習。從1962年至1976年，在慈幼會的神學院學習，於1976年4月9日，在慈幼會晉鐸。
他於1996年3月13日晉牧，並獲教宗若望保祿二世任命為勃生教區主教。直到2003年5月15日，由於Gabriel Thohey Mahn-Gaby榮休，因此查爾斯接替成為仰光總教區總主教。
教宗方濟各於2015年1月4日早《三鐘經》祈禱活動結束之際宣佈將他擢升為樞機。他於隔月14日與教宗舉行共祭彌撒大典，並獲擢升為司鐸級樞機。

## 牧徽

貌波的樞機牧徽